# Blausteißamazilie
Die Blausteißamazilie (Saucerottia hoffmanni, Syn.: Amazilia hoffmanni, Hemithylaca hoffmanni, Amazilia saucerottei hoffmanni, Saucerottia saucerottei hoffmanni) ist eine Vogelart aus der Familie der Kolibris (Trochilidae). Die Art ist in Nicaragua und Costa Rica verbreitet. Der Bestand wird von der IUCN als nicht gefährdet (Least Concern) eingeschätzt.

## Merkmale
Die Blausteißamazilie erreicht eine Körperlänge von etwa 8,0 bis 13,0 cm bei einem Gewicht von ca. 4,45 g. Der Oberschnabel ist schwärzlich, der Unterschnabel korallenrot mit dunkler Spitze. Der gerade Schnabel ist ca. 23,2 mm lang. Die Oberseite des Männchens ist goldengrün, wobei Bürzel und Oberschwanzdecken kupferfarben bis violett sind. Die Unterseite glitzert dunkel goldgrün. Die Unterschwanzdecken sind grünlich bis stahlblau. Die Steuerfedern sind blass stahlblau, der Schwanz leicht gegabelt. Das Weibchen ähnelt dem Männchen, ist aber an Unterbrust und am Bauch matter grün. Am Ende der Kehlfedern befindet sich ein weißes Band. Die Unterschwanzdecken sind mit einem gräulichen Flaum gesäumt. Die äußeren Steuerfedern haben eine violette Spitze, der Schwanz ist weniger gegabelt als beim Männchen. Jungtiere sind auf der Unterseite dunkler grün und haben teilweise eine graue Kehle. Die Federn von Rücken und Bürzel sind braun gerändet. Der Bauch ist gräulich braun. Iris und Beine sind bei allen schwarz.

## Lautäußerungen
Nur vom Männchen der Blausteißamazilie ist Gesang bekannt. Meist singt dieses dabei auf einem offenen Sitzplatz, von dem die zu verteidigenden Blüten überblickt werden können. Der Gesang besteht aus einer wiederholten summenden und quietschenden Phrase, die sich wie tsi-tsii-tsup anhört und der manchmal ein paar tiefere Tönen folgen, die wie tsi-tsii-tsup ... wut-tschur-ap klingen. Der Ruf umfasst ein hohes, scharfes tsit oder ein trockenes tschit, welcher manchmal in stotternden Serien geäußert wird. Der Gesang des Männchens klingt auch wie ein summendes, quietschendes bzz wiip-wup.

## Fortpflanzung
Die Brutbiologie der Blausteißamazilie ist wenig erforscht. Nur ein Nest wurde bisher mit wenigen Details beschrieben. Die Brutsaison der Blausteißamazilie ist vermutlich von Dezember bis April. Das Nest war an dünnen Zweigen in zwei bis sieben Metern über dem Boden angebracht. Das Nest ist klein und kelchförmig. Es wird aus hellem Laubabwurf und Spinnweben gebaut und außen mit Flechten verziert.

## Verhalten und Ernährung
Beide Geschlechter der Blausteißamazilie treten an Blüten aggressiv und territorial auf. Ihr Futter sucht sie an Nektar produzierenden Büschen und Bäumen, die sie oft verteidigt. Laut Beríchten dienen Inga-, Tabebuia- oder Genipa-Bäume, Hamelia- oder Stachytarpheta-Gestrüpp sowie Ranken und Epiphyten als Nektarquelle. Außerdem ernährt sie sich von im Flug gefangenen Insekten oder entnimmt diese von der Wasseroberfläche.

## Verbreitung und Lebensraum

Verbreitungsgebiet der Blausteißamazilie

Die Blausteißamazilie bewohnt offene bis halboffene Gebiete mit Gestrüpp, Savannen, Waldränder, Sekundärvegetation, Plantagen, Gärten etc. Normal bevorzugt sie relativ trockene Lebensräume wie beispielsweise die trockenen karibischen Wälder, doch in der Trockenzeit feuchtere Gebiete wie die Ränder von Galeriewäldern. Sie kommt in Höhenlagen von Meeresspiegel bis 1800 Metern vor. Das Verbreitungsgebiet zieht sich über den Westen Nicaraguas südlich bis ins westliche und zentrale Costa Rica.

## Migration
Die Blausteißamazilie gilt als Strichvogel mit örtlichen Zugbewegungen. So ist sie saisonal in Gebieten nicht anwesend, wenn die Pflanzen dort nicht blühen.

## Unterarten
Die Art gilt als monotypisch. Lange Zeit wurde sie als Unterart der Grünamazilie (Saucerottia saucerottei (Delattre & Bourcier, 1846)) betrachtet. Phylogenetische Untersuchungen legen nahe, dass der Blausteißamazilie der Artstatus zuerkannt wird. Trochilus Sophiæ Bourcier & Mulsant, 1846 wird gelegentlich als Synonym betrachtet, doch Carl Eduard Hellmayr und Eugène Simon kommen durch das Verbreitungsgebiet zu dem Schluss, dass es sich hierbei um die Grünamazilie handelt.

## Etymologie und Forschungsgeschichte
Die Erstbeschreibung des Blausteißamazilie erfolgte 1860 durch Jean Louis Cabanis und Ferdinand Heine junior unter dem Namen Hemithylaca Hoffmanni. Als Sammelort des Typusexemplars gaben sie pauschal Costa Rica an. 1850 führte Charles Lucien Jules Laurent Bonaparte die neue Gattung Saucerottia u. a. für die Grünamazilie (Saucerottia saucerottei (Delattre & Bourcier, 1846)) ein. Dieser Name wurde zu Ehren von Antoine Constant Saucerotte (1805–1884), einem Arzt und Hobbyornithologen aus Lunéville vergeben. Das Artepitheton »hoffmanni« wurde nach dem deutschen Naturforscher Karl Hoffmann benannt, der dem Museum für Naturkunde in Berlin viele neue Bälge aus Costa Rica zukommen ließ.